# FIRA-Turnier 1937
Das FIRA-Turnier 1937 war das zweite von der Fédération internationale de rugby amateur (FIRA) ausgerichtete europäische Turnier in der Sportart Rugby Union. Es fand vom 10. bis 17. Oktober 1937 in Paris statt. Das Turnier war ein Teil der Weltfachausstellung 1937. Spielorte waren das Stade Jean-Bouin und der Parc des Princes. Beteiligt waren sechs Nationalmannschaften, den Europameistertitel errang zum zweiten Mal Frankreich.

## Ergebnisse

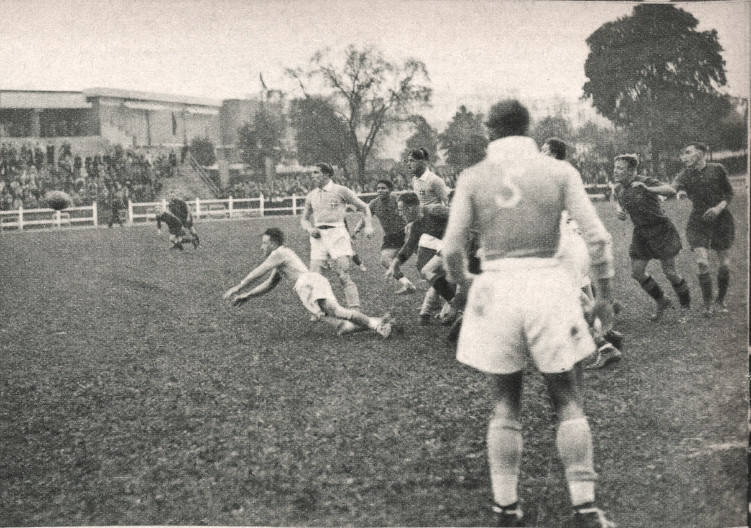
Szene im Vorrundenspiel Italien gegen Belgien

Punktesystem: 3 Punkte für einen Versuch, 2 Punkte für eine Erhöhung, 3 Punkte für einen Straftritt, 4 Punkte für ein Dropgoal, 3 Punkte für ein Goal from mark
| Vorrunde    | Vorrunde |  |  | Halbfinale      | Halbfinale |  |            | Finale           | Finale           |
|             |          |  |  |                 |            |  |            |                  |                  |
|             |          |  |  | Rumänien        | 11         |  |            |                  |                  |
| Rumänien    | 42       |  |  | Frankreich      | 27         |  |            |                  |                  |
| Niederlande | 5        |  |  |                 |            |  | Frankreich | 43               |                  |
|             |          |  |  |                 |            |  | Italien    | 5                |                  |
|             |          |  |  | Italien         | 9          |  |            |                  |                  |
| Italien     | 45       |  |  | Deutsches Reich | 7          |  |            | Spiel um Platz 3 | Spiel um Platz 3 |
| Belgien     | 0        |  |  |                 |            |  |            | Rumänien         | 3                |
|             |          |  |  |                 |            |  |            | Deutsches Reich  | 30               |

### Vorrunde
| 10. Oktober 1937 | Rumänien | 42 : 5 | Niederlande | Stade Jean-Bouin, Paris |
| 10. Oktober 1937 | Bericht  |        |             | Stade Jean-Bouin, Paris |

| 10. Oktober 1937 | Italien | 45 : 0  | Belgien | Stade Jean-Bouin, Paris Schiedsrichter: Coinderaux (Frankreich) |
| 10. Oktober 1937 | Versuche: Cova (4) D’Alessio (2) Garbagnati Vigliano (2) Visentin Erhöhungen: Vigliano (3) Visentin (3) Straftritte: Vigliano | Bericht |         | Stade Jean-Bouin, Paris Schiedsrichter: Coinderaux (Frankreich) |

### Halbfinale
| 14. Oktober 1937 | Frankreich | 27 : 11 | Rumänien | Parc des Princes, Paris |
| 14. Oktober 1937 | Bericht    |         |          | Parc des Princes, Paris |

| 14. Oktober 1937 | Italien                                       | 9 : 7         | Deutsches Reich                        | Stade Jean-Bouin, Paris |
| 14. Oktober 1937 | Versuche: Vinci Visentin Erhöhungen: Vigliano | (6:0) Bericht | Versuche: Fischer Dropgoals: Dünnhaupt | Stade Jean-Bouin, Paris |

### Spiel um Platz fünf
| 15. Oktober | Belgien | 20 : 3 | Niederlande | Stade Jean-Bouin, Paris |
| 15. Oktober |         |        |             | Stade Jean-Bouin, Paris |

### Spiel um Platz drei
| 16. Oktober 1937 | Deutsches Reich | 30 : 3 | Rumänien | Stade Jean-Bouin, Paris |
| 16. Oktober 1937 | Bericht         |        |          | Stade Jean-Bouin, Paris |

### Finale
| 17. Oktober 1937 | Frankreich | 43 : 5         | Italien                                 | Parc des Princes, Paris Zuschauer: 18.000 Schiedsrichter: Jean Roca (Frankreich) |
| 17. Oktober 1937 | Versuche: Bergèze Celhay (4) Delque (2) Goyard Milliand Erhöhungen: Desclaux (3) Thiers (3) Dropgoals: Bonnus | (17:5) Bericht | Versuche: Visentin Erhöhungen: Vigliano | Parc des Princes, Paris Zuschauer: 18.000 Schiedsrichter: Jean Roca (Frankreich) |